# Ealing Common (London Underground)

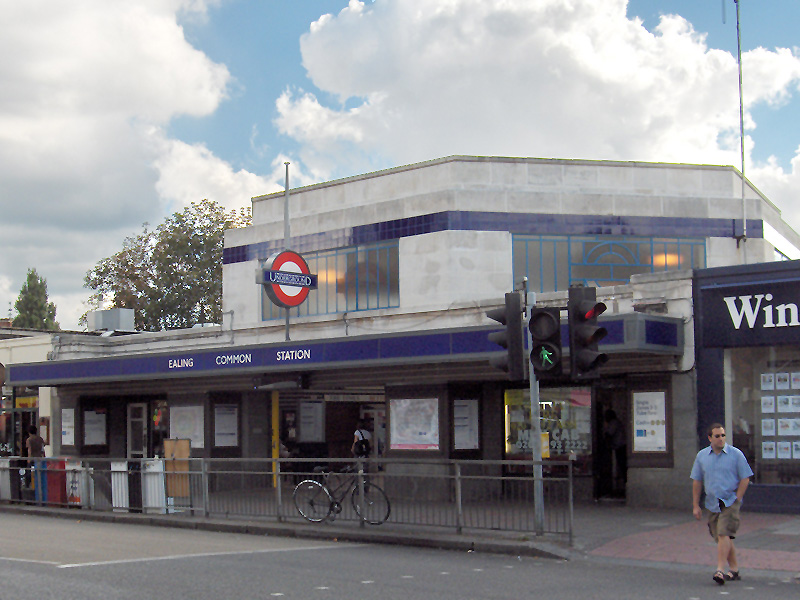
Stationsgebäude

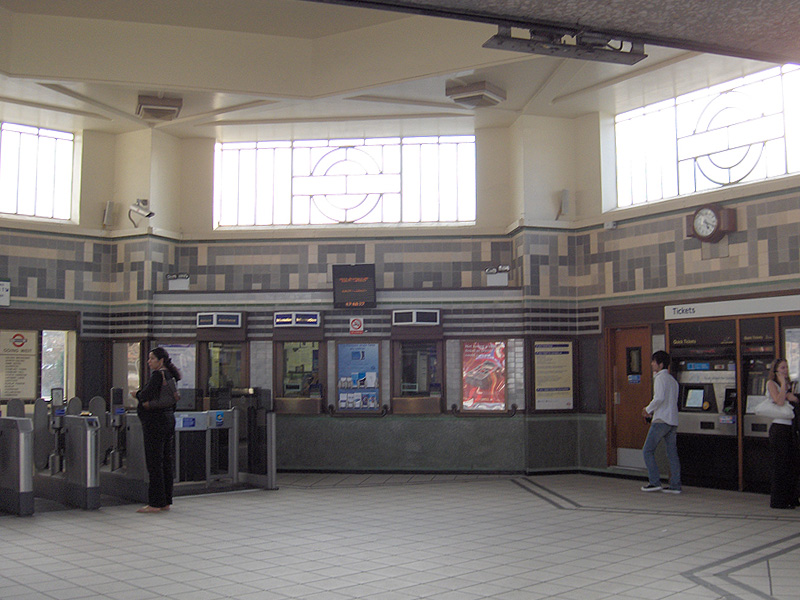
Eingangshalle

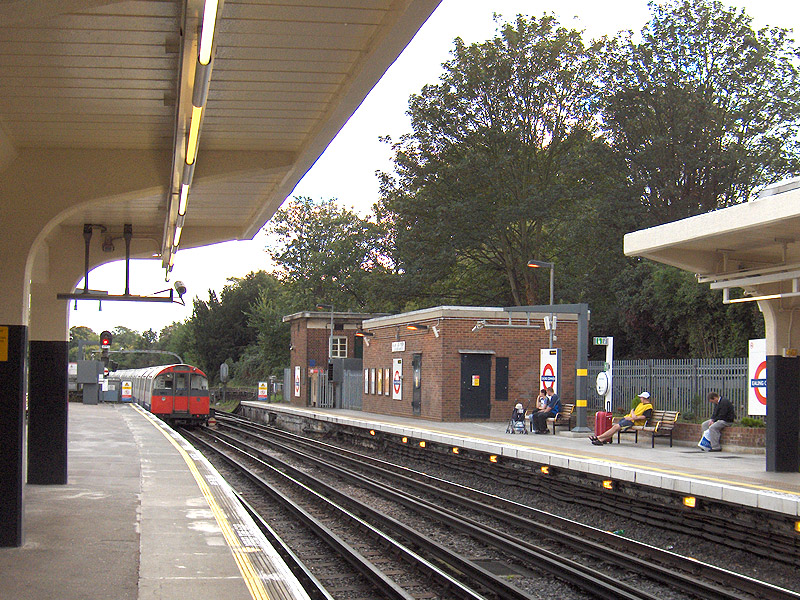
Wegfahrender Zug der Piccadilly Line

Ealing Common ist eine oberirdische Station der London Underground im Stadtbezirk London Borough of Ealing. Sie liegt in der Travelcard-Tarifzone 3 an der Usbridge Road. Hier verkehren Züge der District Line und der Piccadilly Line. Im Jahr 2014 nutzten 3,57 Millionen Fahrgäste die Station. Auf halbem Weg zur benachbarten Station Acton Town liegt eine der Hauptbetriebswerkstätten der District Line mitsamt Abstellanlage, die von beiden Seiten her zugänglich ist.

## Geschichte
Die Eröffnung der Station erfolgte am 1. Juli 1879 durch die Metropolitan District Railway (MDR; Vorgängergesellschaft der District Line), als Teil der Strecke zwischen Turnham Green und Ealing Broadway. Von 1886 bis zum 1. März 1910 lautete der Stationsname zwischenzeitlich Ealing Common & West Acton.
Am 28. Juni 1903 eröffnete die MDR eine Verlängerung in Richtung Norden zur Station Park Royal & Twyford Abbey, die fünf Tage später bis South Harrow verlängert wurde. Diese neue Strecke war –zusammen mit den bereits bestehenden Gleisen zwischen Ealing Common und Acton Town – die erste elektrifizierte Unterpflasterbahn der Underground. Am 4. Juli 1932 wurde die Piccadilly Line über ihren bisherigen Endpunkt Hammersmith hinaus verlängert und übernahm die Strecke zwischen Ealing Common und South Harrow von der District Line. Seither verkehren die District-Züge nur noch bis Ealing Broadway.
1930/31 entstand ein neues Stationsgebäude, welches das alte aus dem Jahr 1879 ersetzte. Das von Charles Holden entworfene Gebäude entspricht vom Stil her jenen der Morden-Verlängerung der City and South London Railway (heute Teil der Northern Line). Es besteht aus Portland-Stein und besitzt eine hohe siebeneckige Schalterhalle mit Fenstern auf allen Seiten. Das neue Gebäude wurde am 1. März 1931 eröffnet. Seit 1994 steht es unter Denkmalschutz (Grade II), mitsamt den Läden im Vestibül und den Bahnsteigen.